# Gazella arabica
Gazella arabica är en omstridd (möjligen utdöd) däggdjursart som först beskrevs av Lichtenstein 1827.  Gazella arabica ingår i släktet gaseller, och familjen slidhornsdjur.
Arten beskrevs efter ett uppstoppad exemplar som förvaras i Berlins naturhistoriska museum. För kvarlevorna noterades att de kommer från Farasanöarna i Röda havet. Den tillhörande skallen avviker från alla andra gasellers kranier. Det är omstritt om djuret verkligen kommer från de nämnda öarna. De gasseler som idag förekommer på Farasanöarna är en underart till arabisk gasell. IUCN kategoriserar arten därför globalt som otillräckligt studerad.
Inga underarter finns listade i Catalogue of Life. Wilson & Reeder (2005) räknar Gazella bilkis som underart till Gazella arabica men IUCN listar den som god art.